# Childress
Childress is een plaats (city) in de Amerikaanse staat Texas, en valt bestuurlijk gezien onder Childress County.

## Demografie
Bij de volkstelling in 2000 werd het aantal inwoners vastgesteld op 6778.
In 2006 is het aantal inwoners door het United States Census Bureau geschat op 6649, een daling van 129 (-1,9%).

## Geografie
Volgens het United States Census Bureau beslaat de plaats een oppervlakte van
21,5 km², waarvan 21,4 km² land en 0,1 km² water. Childress ligt op ongeveer 570 m boven zeeniveau.

## Plaatsen in de nabije omgeving
De onderstaande figuur toont nabijgelegen plaatsen in een straal van 48 km rond Childress.